# Neope yunnanensis
Neope yunnanensis är en fjärilsart som beskrevs av Clayton Dissinger Mell 1942. Neope yunnanensis ingår i släktet Neope och familjen praktfjärilar. Inga underarter finns listade i Catalogue of Life.